# Megasema durandi
Megasema durandi är en fjärilsart som beskrevs av Lucas 1937. Megasema durandi ingår i släktet Megasema och familjen nattflyn. Inga underarter finns listade i Catalogue of Life.